# Orazio Simonetta
Orazio Simonetta (Torricella di Sissa, pre 1550 – Parma, 19 maggio 1612) è stato un nobile italiano.
Figlio del conte Ottaviano, in gioventù militò con Alessandro Farnese nelle Fiandre, comportandosi con onore. Nel 1596 sposò la contessa Barbara Sanseverino, che era rimasta vedova nel 1585 di Giberto IV Sanvitale, signore di Sala Baganza. 
Nel 1606 fondò a Torricella un convento di frati Minoriti. Il convento venne in seguito distrutto da una piena del Po ma i frati lo ricostruirono e rimase attivo, con l'annesso oratorio, fino al 1805, quando fu soppresso per decreto napoleonico.   
Implicato con la moglie Barbara e molti altri nobili in una congiura ordita dai Sanvitale contro Ranuccio I Farnese, venne arrestato e poi impiccato sulla piazza di Parma assieme agli altri congiurati. 